# 르네상스 맨
《르네상스 맨》(영어: Renaissance Man)은 1994년 공개된 미국의 코미디 영화이다. 페니 마셜 감독이 연출했으며 대니 드비토, 그레고리 하인스, 제임스 리마, 클리프 로버트슨이 출연한다.

## 출연
- 대니 드비토 - 빌 라고
- 그레고리 하인스 - 캐스 병장
- 제임스 리마 - 톰 머독 대장
- 클리프 로버트슨 - 제임스 대령
- 에드 베글리 주니어 - 잭 마킨
- 릴로 브란카토 주니어 - 도니 베니테스 사병
- 스테이시 대시 - 미란다 마이어스 사병
- 카딤 하디슨 - 자말 몽고메리 사병
- 리처드 T. 존스 - 잭슨 리로이 상병
- 칼릴 케인 - 루스벨트 홉스 사병
- 피터 시먼스 - 브라이언 데이비스 주니어
- 그레고리 스폴리더 - 멜빈 멜빈 사병
- 마크 월버그 - 토미 리 헤이우드 사병
- 얼래나 우바치 - 에밀리 라고
- 이저벨라 호프먼 - 마리